# Chaba Fadela
Fadela Zelmat (arabisch فضيلة زلماط, DMG Faḍīla Zilmāṭ), bekannter unter ihrem Künstlernamen asch-Schāba Fadīla (الشابة فضيلة, DMG aš-Šāba Faḍīla, „Die junge Frau Fadela/Tugend“) beziehungsweise Chaba Fadela (französisch, sprich sch-; * 5. Februar 1962 in Oran) ist eine algerische Schauspielerin und Sängerin. Im Jahre 1978 erschien von ihr Ana Ma H'Lali Ennoum, zu deutsch „Ich kann nicht schlafen“, das erste Raï-Stück, in dem Synthesizer verwendet wurden. Es war ein gewaltiger Hit im Maghreb und der Beginn des Pop-Raï-Phänomens der 1980er Jahre.
Ende der 1970er traf sie ihren späteren Ehemann Cheb Sahraoui, mit dem sie die nächsten 20 Jahre zusammenlebte und -arbeitete. Anfangs trat das Duo nur auf Hochzeiten und ähnlichen Feierlichkeiten auf, seit ihrem gemeinsamen vom legendären Rachid Baba Ahmed produzierten Welthit N'sel Fik von 1983 erwarben sie sich auch im Westen zunehmende Reputation, die sich u. a. 1993 in einer Kollaboration mit Bill Laswell für das Album Walli und erfolgreichen internationalen Tourneen niederschlug. N'Sel Fik  wurde in die Wireliste The Wire’s “100 Records That Set the World on Fire (While No One Was Listening)” aufgenommen.
Ende der 1990er Jahre zerbrach ihre Ehe und künstlerische Partnerschaft mit Sahraoui. Seitdem arbeitet sie wieder allein.
| Personendaten    | Personendaten                                             |
| ---------------- | --------------------------------------------------------- |
| NAME             | Fadela, Chaba                                             |
| ALTERNATIVNAMEN  | Zelmat, Fadela (wirklicher Name); الشابة فضيلة (arabisch) |
| KURZBESCHREIBUNG | algerische Schauspielerin und Sängerin                    |
| GEBURTSDATUM     | 5. Februar 1962                                           |
| GEBURTSORT       | Oran                                                      |